# Pánfila de Epidauro
Pánfila de Epidauro (fl. siglo I d. C.) fue una historiadora de ascendencia egipcia que vivió en Grecia durante el reinado del emperador romano Nerón (quien gobernó entre el 54 y el 68 d. C.) y escribió en griego. Fue la primera historiadora grecorromana de la que se tiene conocimiento y, junto con Ban Zhao, una de las primeras historiadoras. Es reconocida principalmente por sus Comentarios históricos perdidos, una colección de anécdotas históricas diversas, en treinta y tres libros. Esta obra es citada con frecuencia por el escritor romano Aulo Gelio (c. 125 - después de 180 d. C.) en sus Noches del ático, y por el biógrafo griego Diógenes Laercio en sus Vidas y opiniones de filósofos eminentes. También se la describe en la enciclopedia bizantina del siglo X, la Suda, y por el escritor bizantino Focio (c. 810/820 – 893). Según la Suda, escribió una gran cantidad de epítomes de las obras de otros historiadores, así como tratados sobre disputas y sexo. 
Es posible que Pánfila sea la autora del tratado griego anónimo Tractatus de mulieribus claris in bello, que ofrece breves relatos biográficos de la vida de mujeres famosas.

## Contexto
De acuerdo a la Suda, la enciclopedia bizantina del siglo X d. C., Pánfila era una epidauriana.  Fotio la describe como egipcia por nacimiento o ascendencia, lo que puede conciliarse suponiendo que era nativa de Epidauro y que su familia provenía de Egipto. Focio resume el prefacio de su obra, en el que se afirma que, durante los trece años que vivió con su marido, quien nunca estuvo ausente ni una sola hora, estuvo constantemente trabajando en su libro y que escribía diligentemente todo lo que se enteraba a través de él y de muchas otras personas eruditas que frecuentaban su casa, así como todo lo que ella misma leía en libros.
La Suda se contradice sobre si el gramático Soteridas de Epidauro era el padre de Pánfila o su marido. En un pasaje, la Suda habla de Pánfila como hija de Soteridas y esposa de Socratidas,  pero en otro pasaje se la describe como la esposa de Soteridas.  Gudeman concluye que es más probable que el primer pasaje sea correcto y que Soteridas fuera el padre de Pánfila. La Suda acredita a Soteridas como el verdadero autor de los Comentarios históricos de Pánfila. Los eruditos modernos creen que pudo haber desempeñado un papel importante en su redacción. La Suda también atribuye a Soteridas la autoría de numerosos tratados de filología y gramática, incluido un tratado sobre "problemas homéricos", un comentario de Eurípides y Menandro, un tratado de comedia, un tratado de ortografía y un tratado de métrica poética.

## Escritos
La obra más conocida de Pánfila fueron los Comentarios históricos, una colección de anécdotas históricas que comprende treinta y tres libros.   La estimación que se le tenía en la antigüedad se demuestra por las extensas referencias a ella en las obras del historiador romano Aulo Gelio y el biógrafo griego Diógenes Laercio, quienes parecen haberlo aprovechado en gran medida.  Photios da una idea general de la naturaleza de su contenido. La obra no estaba organizada por temas ni según un plan establecido, sino que se parecía más a un libro común, en el que cada dato se anotaba tal como caía bajo conocimiento de la escritora, quien afirmaba creer que así daría mayor placer al lector. Photios considera que la obra es de gran utilidad y proporciona información importante sobre muchos puntos de la historia y la literatura. Habla sólo de ocho libros pero la Suda dice que constaba de treinta y tres. Esto último debe ser lo correcto, ya que encontramos a Gelio citando el undécimo y el vigésimo noveno; y a Diógenes Laercio el vigésimo quinto y el trigésimo segundo. Quizás no existieran más de ocho libros en la época de Focio. Diógenes Laërtius también se refiere a la obra en otros pasajes.
Además de la historia ya mencionada, la Suda dice que también escribió un Epítome de Ctesias en 3 libros; un gran número de epítomes de historias y otros libros: Sobre Controversias; Sobre el sexo y otras obras.

### Tractatus de mulieribus claris in bello

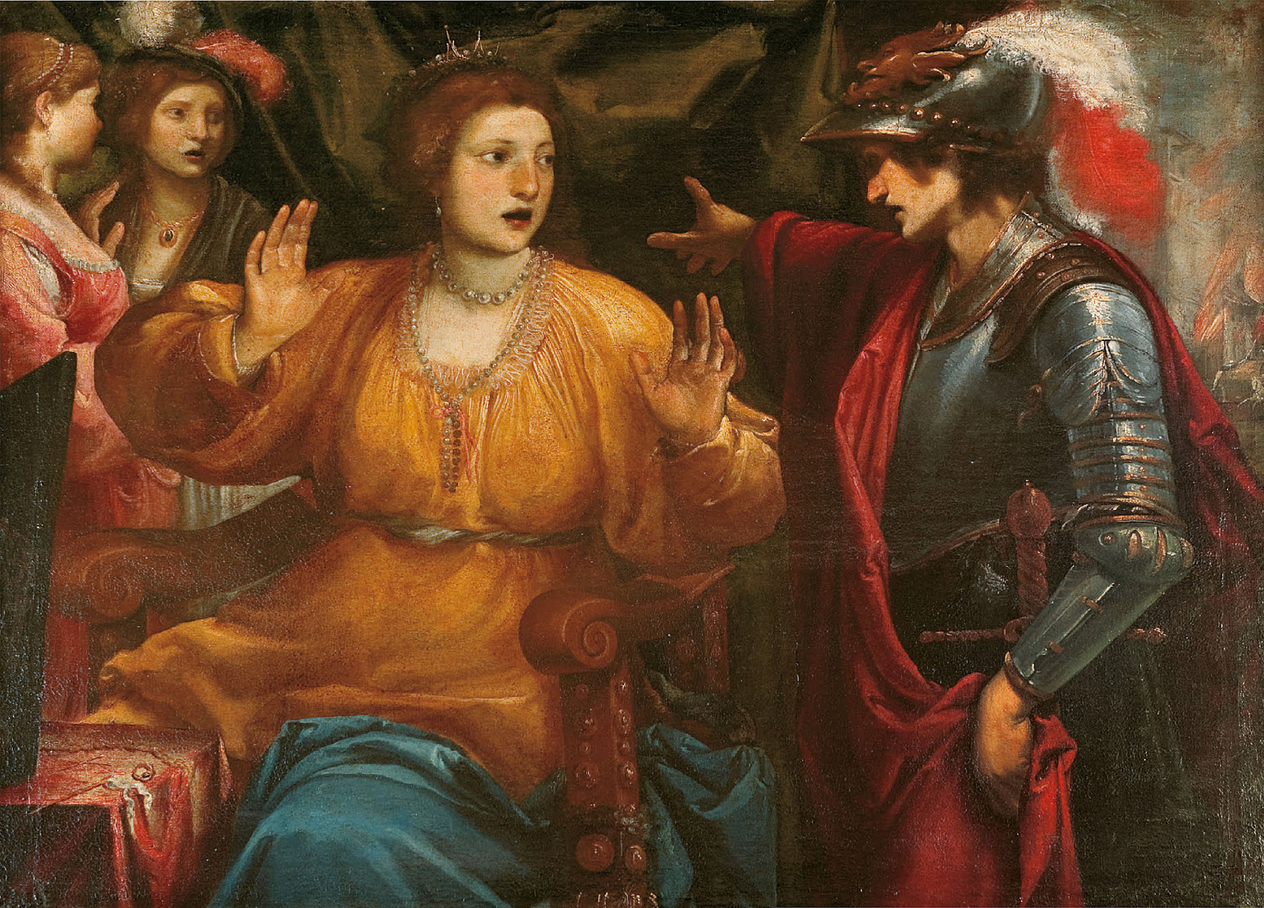
La reina Semiramis (1630) del pintor barroco italiano Cecco Bravo. Semiramis es una de las catorce mujeres cuyas vidas se tratan en el Tractatus de mulieribus claris in bello, que pudo haber sido escrito por Pánfila.

La erudita clásica Deborah Levine Gera ha argumentado que Pánfila de Epidauro puede ser el autor del tratado anónimo superviviente Tractatus de mulieribus claris in bello (Tratado sobre mujeres famosas en la guerra), escrito en griego, que relata las vidas de catorce mujeres famosas.  Dado que Pánfila era una mujer, Gera afirma que es lógico que se interese por las historias de mujeres famosas del pasado.  Además, las vidas de las diversas mujeres en el Tractatus de mulieribus están dispuestas en un orden aparentemente aleatorio, lo que es consistente con una afirmación de Fotio de que Pánfila organizó sus escritos en forma de colecciones diversas, en lugar de una manera estricta y ordenada.  Focio también afirma que el estilo de Pánfila era muy sencillo, lo que concuerda con el estilo de escritura del Tractatus de mulieribus. 
Además, se sabe que Pánfila escribió un epítome en tres volúmenes de la Persica del historiador Ctesias del siglo V a. C., que también es la fuente de dos de las catorce vidas del Tractatus de mulieribus. Según Gera, la "Vida de Semiramis" del Tractatus de mulieribus en particular es "un resumen sucinto y preciso de casi dos libros de Persica". Es posible que el nombre de Pánfila haya sido eliminado del tratado en algún momento, ya que se sabe que muchas de sus obras posteriormente pasaron a atribuirse a su marido. No obstante, Gera afirma que Pánfila es solo una de los varios posibles autores del tratado.